# Cendra per Martina
Cendra per Martina és una novel·la del gènere drama psicològic de l'escriptor català Manuel de Pedrolo, editada l'any 1965. Fou redactada l'any 1952, durant els anys durs de la postguerra. El pròleg del llibre és escrit per Rafael Tasis. El 1966 va rebre el premi Lletra d'Or.

## Estructura
Cendra per Martina està dividida en tres parts, on cadascun dels personatges narra els fets des del seu punt de vista.

## Fil argumental
Cendra per Martina és una història d'amor dolorosa, crua, dramàtica i entendridora, vista i jutjada successivament per cadascun dels protagonistes. Un amor que sembla perfecte i que és totalment desfet per la brutalitat del món extern i per l'insuportable aïllament dels personatges.
Tracta sobre un triangle amorós en els anys 60 entre dues relacions d'un mateix home, l'Adrià, amb dues germanes. Júlia i Martina.
L'Adrià és qui té relacions amb dues germanes, primer una d'elles, la Júlia, presentada d'una manera un punt maniqueista com a la dolenta, gelosa per haver estat substituïda per la Martina. De totes maneres, el funcionament de l'obra fa que no se la vegi tan dolenta quan és ella qui parla. Hi ha l'opinió de l'un, l'opinió de l'altre, i la veritat. Però el mateix autor es decanta per la pobra Martina, amb el títol, i també perquè és l'última que parla. L'Adrià, a més de ser un purità, tal com diu la Júlia, té un concepte de la dona molt masclista. Ell pot haver tingut relacions sexuals, ella no. I al final tracta la Martina d'una manera molt inhumana, que només s'entén perquè funcioni la història.

## El temps
La postguerra dels anys 60.

## L'espai
Una societat molt masclista on la dona és un ésser fràgil, tant físicament com mental, subordinada a l'home i incapaç de fer res per ella mateixa.